# محمد يكسل
محمد يُكْسِلْ (بالتركية: Mehmet Yüksel)‏, (ولد: 25 يناير 1955, في قضاء «باباداغ» دنيزلي, تركيا) سياسي تركي. ونائب سابق في البرلمان التركي لأكثر من دورة ممثلا عن حزب العدالة والتنمية.